# Bambuí
Bambuí là một đô thị thuộc bang Minas Gerais, Brasil. Đô thị này có diện tích 1455,38 km², dân số năm 2007 là 21850 người, mật độ 15,5 người/km².